# ۷۶۴ (میلادی)
۷۶۴ (میلادی) هفتصد و شصت و چهارمین سال تقویم میلادی است.

## درگذشتگان
‎